# Ішунська сільська рада
Ішу́нська сільська́ ра́да — адміністративно-територіальна одиниця та орган місцевого самоврядування у Красноперекопському районі Автономної Республіки Крим. Адміністративний центр — село Ішунь.

## Загальні відомості
- Населення ради: 4 047 осіб (станом на 2001 рік)

## Населені пункти
Сільській раді були підпорядковані населені пункти:
- с. Ішунь
- с. Новорибацьке
- с. Пролетарка
- с. Танкове

## Склад ради
Рада складалася з 24 депутатів та голови.
- Голова ради: Мартинюк Ганна Борисівна
- Секретар ради: Паращенко Наталія Володимирівна

### Керівний склад попередніх скликань
| Прізвище, ім'я, по батькові | Основні відомості                                                                   | Дата обрання | Дата звільнення |
| --------------------------- | ----------------------------------------------------------------------------------- | ------------ | --------------- |
| Мартинюк Ганна Борисівна    | Сільський голова, 1957 року народження, освіта вища, член Селянської партії України | 26.03.2006   | 31.10.2010      |
| Мартинюк Ганна Борисівна    | Сільський голова, 1957 року народження, освіта вища, член Партії регіонів           | 31.10.2010   |                 |

Примітка: таблиця складена за даними сайту Верховної Ради України

### Депутати
За результатами місцевих виборів 2010 року депутатами ради стали:

#### За суб'єктами висування
| Суб'єкт висування                 | Кількість обраних депутатів | %    |
| --------------------------------- | --------------------------- | ---- |
| Партія регіонів                   | 18                          | 75   |
| Самовисування                     | 5                           | 20,8 |
| Політична партія «Руська Єдність» | 1                           | 4,2  |

#### За округами
| № округу                          | Прізвище, ім'я, по батькові       | Дата визнання обраним | Освіта  | Партійна приналежність | Відомості про обраного депутата                       |
| --------------------------------- | --------------------------------- | --------------------- | ------- | ---------------------- | ----------------------------------------------------- |
| Партія регіонів                   |                                   |                       |         |                        |                                                       |
| 3                                 | Ракова Ольга Вікторівна           | 01.11.2010            | вища    | член Партії регіонів   | СТОВ «Штурм Перекопа», начальник відділу кадрів       |
| 4                                 | Фарина Василь Георгійович         | 01.11.2010            | середня | позапартійний          | тимчасово не працює                                   |
| 6                                 | Рогова Вікторія Ілльївна          | 01.11.2010            | вища    | член Партії регіонів   | СТОВ «Штурм Перекопа», табельник                      |
| 7                                 | Руденко Артем Сергійович          | 01.11.2010            | середня | член Партії регіонів   | СТОВ «Штурм Перекопа», бригадир — рисовод             |
| 8                                 | Паращенко Наталія Володимирівна   | 01.11.2010            | вища    | член Партії регіонів   | Ішунська сільська рада, секретар                      |
| 9                                 | Вареник Наталія Анатоліївна       | 01.11.2010            | вища    | позапартійна           | дошкільний навчальний заклад «Сонечко», завідувачка   |
| 10                                | Монахова Тетяна Сергіївна         | 01.11.2010            | вища    | позапартійна           | СТОВ «Штурм Перекопа», бухгалтер                      |
| 11                                | Савчук Василь Борисович           | 01.11.2010            | середня | член Партії регіонів   | приватний підприємець                                 |
| 13                                | Антощук Ольга Володимірівна       | 01.11.2010            | вища    | позапартійна           | Ішунська сільська рада, секретар — друкарка           |
| 14                                | Руденко Ніна Миколаївна           | 01.11.2010            | вища    | член Партії регіонів   | СТОВ «Штурм Перекопа», юрист                          |
| 15                                | Кардополова Тетяна Степанівна     | 01.11.2010            | середня | позапартійна           | Ішунська сільська рада, інспектор ВУС                 |
| 16                                | Чупова Людмила Петрівна           | 01.11.2010            | середня | позапартійна           | Ішунська сільська рада, інспектор ВУС                 |
| 17                                | Бісерова Людмила Борисівна        | 01.11.2010            | вища    | позапартійна           | СТОВ «Штурм Перекопа», головний бухгалтер             |
| 18                                | Хохлова Катерина Михайлівна       | 01.11.2010            | вища    | член Партії регіонів   | Ішунське комунальне підприємство, контролер           |
| 19                                | Компанієць Олександр Миколайович  | 01.11.2010            | вища    | позапартійний          | кооператив, голова                                    |
| 20                                | Дубіна Галина Павлівна            | 01.11.2010            | вища    | позапартійна           | Пролетарський клуб, завідувачка                       |
| 21                                | Авакян Асатур Митушович           | 01.11.2010            | вища    | член Партії регіонів   | Кримський «Рибкомбінат», інженер по постачанню        |
| 23                                | Семенюк Наталія Миколаївна        | 01.11.2010            | середня | позапартійна           | СТОВ «Штурм Перекопа», заступник головного бухгалтера |
| Політична партія «Руська Єдність» |                                   |                       |         |                        |                                                       |
| 1                                 | Матковський Валерій Олександрович | 01.11.2010            | середня | позапартійний          | ВАТ «Кримський содовий завод», водій                  |
| Самовисування                     |                                   |                       |         |                        |                                                       |
| 2                                 | Істоміна Віра Федорівна           | 01.11.2010            | середня | позапартійна           | пенсіонер                                             |
| 5                                 | Борідько Олександр Олександрович  | 01.11.2010            | середня | член «Партії селян»    | ВАТ «Кримський содовий завод», водій                  |
| 12                                | Матаєв Зінгур Констянтинович      | 01.11.2010            | середня | позапартійний          | Красноперекопська «Райагрофірма», газосварщик         |
| 22                                | Аблаєва Ділфуза Саіїтівна         | 01.11.2010            | середня | позапартійна           | тимчасово не працює                                   |
| 24                                | Абдурахманова Гульнара Сейранівна | 01.11.2010            | вища    | позапартійна           | Ішунське комунальне підприємство, контролер           |